# روز جهانی بیمار

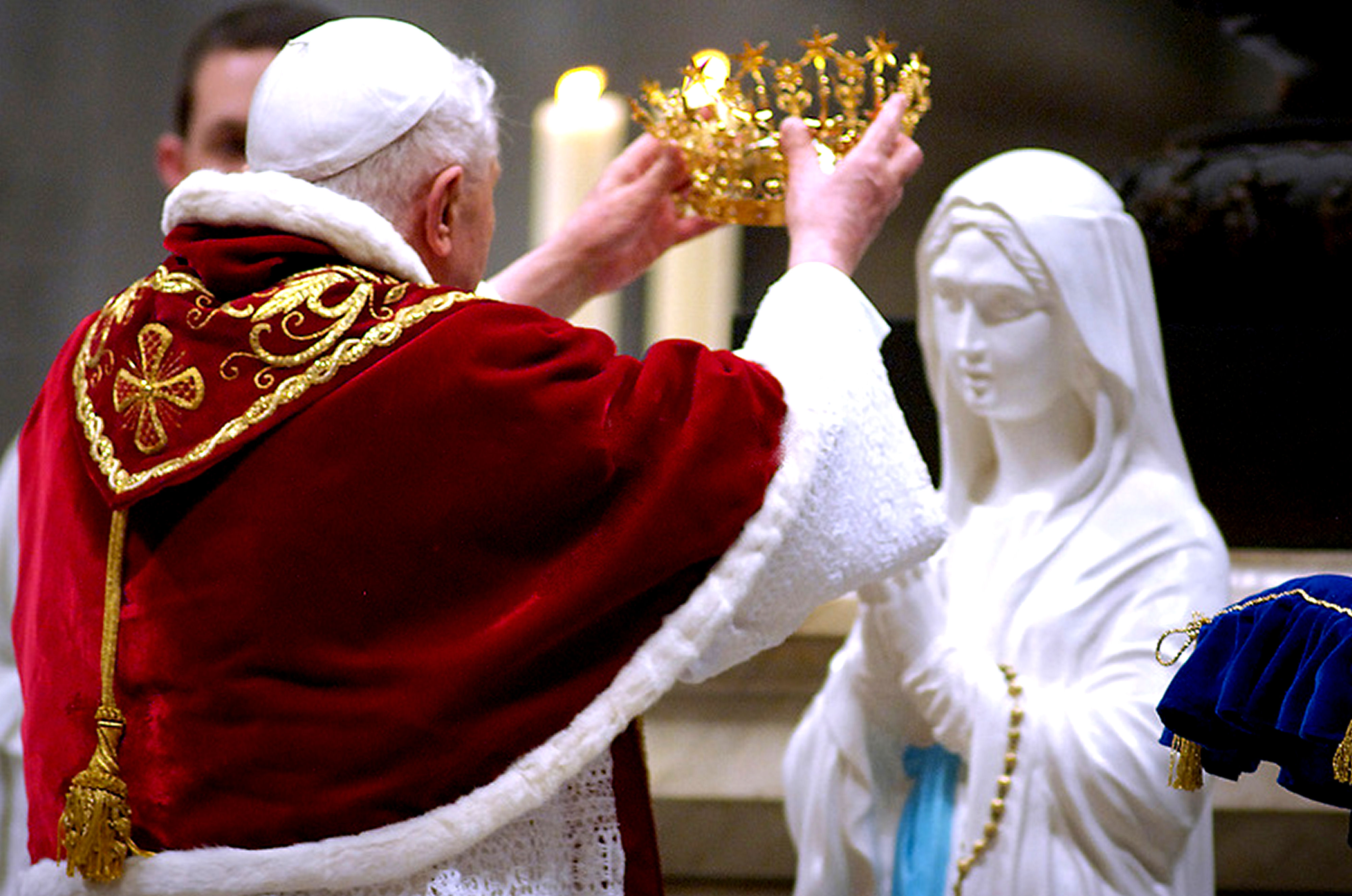
پاپ بندیکت شانزدهم در روز جهانی بیمار، یک تاج در مجسمه بانوی ما از لوردس قرار داد. ۱۱ فوریه ۲۰۰۷ ریحان سنت پیتر.

روز جهانی بیمار یک روز جهت افزایش آگاهی یا رعایت است، که در کلیسای کاتولیک در تاریخ ۱۳ مه ۱۹۹۲ توسط پاپ ژان پل دوم تأسیس شد. این روزاز سال ۱۹۹۳ شروع شد و هر سال در ۱۱ فوریه، یادبود بانوی ما از لوردس برگزار می‌شود. این یک مراسم مذهبی نیست، بلکه تلاش می‌کند برای همه باورمندان در یک زمان خاص دعا شود.